# Oberstufenzentrum Informations- und Medizintechnik

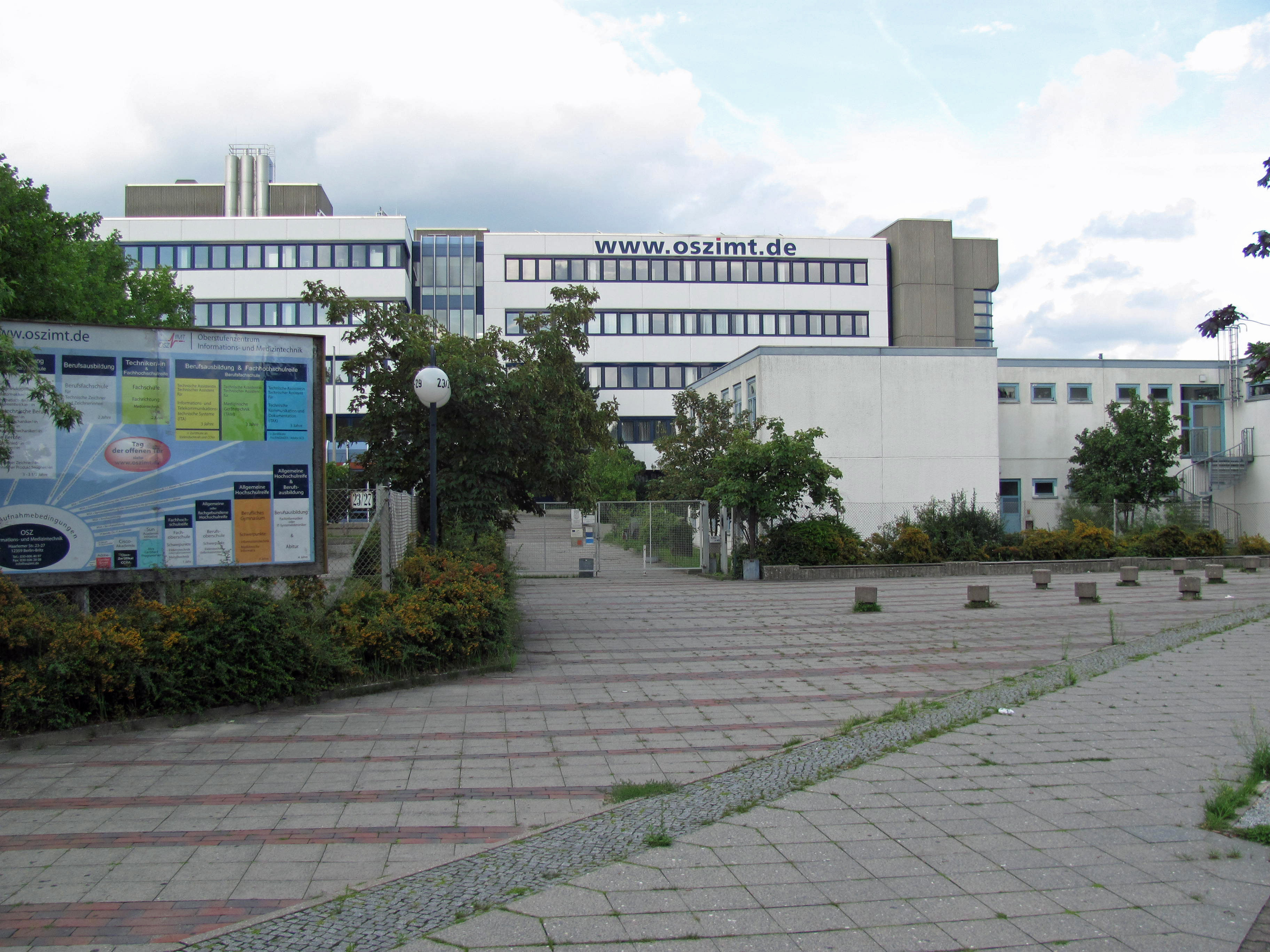
Der Haupteingang des OSZ IMT

Das Oberstufenzentrum Informations- und Medizintechnik (OSZ IMT)  in der Haarlemer Straße im Berliner Ortsteil Britz des Bezirks Neukölln ist eines von 36 Oberstufenzentren in Berlin. Es vereint das Berufliche Gymnasium, die Berufsoberschule, die Fachoberschule, die Berufsfachschule, die Fachschule und die Berufsschule. Das Bildungsangebot reicht von der beruflichen Erst- und Weiterbildung über Doppelqualifikationen mit Studienberechtigung bis zur Weiterqualifikation an der Fachschule. Die zu erwerbenden allgemeinbildenden Schulabschlüsse reichen vom Mittleren Schulabschluss bis zum Abitur.

## Schule
Am Oberstufenzentrum Informations- und Medizintechnik arbeiten etwa 160 Lehrkräfte und nichtpädagogisches Personal in Laboren, Lernbüros, Werkstätten und allgemeinen Unterrichtsräumen. Das OSZ IMT hat rund 3000 Schüler, wobei täglich etwa 2000 im Haus sind. Das OSZ IMT ist die größte Schule Berlins für Informationstechnik und Deutschlands größte Schule für Medizintechnik. 1000 Rechner und 30 Labore stehen den Schülern und Studierenden zur Verfügung. Das OSZ IMT wurde im Jahr 2001 gegründet und 2006  eingeweiht. Es ist hervorgegangen aus dem Oberstufenzentrum für Feinwerk- und Gerätetechnik (OSZ FuG) und der IT-Abteilung am Oberstufenzentrum Kommunikations-, Informations- und Medientechnik (OSZ KIM).

## Bildungsgänge
Die größte Abteilung am OSZ IMT ist die Berufsschule für Auszubildende in den dualen IT-Berufen: IT-Systemelektroniker, Fachinformatiker Systemintegration und Anwendungsentwicklung sowie Mathematisch-technischer Softwareentwickler. In dem bundesweit einmaligen Bildungsgang Berufsausbildung mit Abitur erlangen die Auszubildenden neben dem IT-Berufsabschluss auch die allgemeine Hochschulreife.
In der medizintechnischen Berufsschule bildet das OSZ IMT Augenoptiker, Chirurgiemechaniker und Werkzeugmechaniker Fachrichtung Instrumententechnik sowie Orthopädiemechaniker und Bandagisten aus.
In der Berufsfachschule ist die dreijährige Ausbildung zum IT-Assistenten eng an die Ausbildung in den dualen IT-Berufen angelehnt. Dabei ist u. a. der Erwerb des Zertifikats „Elektrofachkraft für festgelegte Tätigkeiten“ möglich. Ehemals wurde der Elektrotechnische Assistent (ETA) für Elektronik und Datentechnik ausgebildet. In der Berufsfachschule werden weiterhin Assistenten für Technische Redaktion und eng an den Bedürfnissen medizintechnischer Betriebe und Krankenhäuser in Berlin und Brandenburg ausgerichtet Assistenten für medizinische Gerätetechnik ausgebildet. Diese dreijährigen Bildungsgänge führen neben dem beruflichen Abschluss gleichzeitig zum Erwerb der Fachhochschulreife.
Daneben können die Schüler in der Berufsfachschule in zweijährigen Bildungsgängen die Doppelqualifikation Berufsabschluss und Mittlerer Schulabschluss (MSA, Mittlere Reife) erreichen. Ausgebildet werden hier angelehnt an den IT-Assistenten IT-Geräteberater und -Installateure und angelehnt an den dualen Ausbildungsberuf der Beruf Technischer Systemplaner (Technischer Zeichner). In einer dreieinhalbjährigen Lernortkooperation werden schließlich noch Elektroniker für Geräte und Systeme mit dem Schwerpunkt Medizintechnik ausgebildet, wobei der IHK-Abschluss und die Fachhochschulreife erworben werden kann.
Neben den beiden beruflichen Profilen der Informationstechnik und der Medizintechnik werden am OSZ IMT auch die Berufe Feinoptiker, Goldschmied, Graveur, Technischer Produktdesigner, Technischer Systemplaner, Technischer Zeichner und Uhrmacher ausgebildet.
Die Bildungsgänge Fachoberschule und Berufsoberschule führen zur Fachhochschulreife und zum Fachabitur. Beide Bildungsgänge konzentrieren sich auf die Anforderungen des Schwerpunkte Informations- und Metalltechnik. In der gymnasialen Oberstufe im Beruflichen Gymnasium bilden die Informations- und auch die Medizintechnik die berufsfachlichen Profile. Hier kann die allgemeine Hochschulreife in drei Jahren (kein Turbo-Abitur) erworben werden.
Einmalig an einem Oberstufenzentrum ist die Weiterqualifizierung von Studierenden mit abgeschlossener Berufsausbildung und Berufspraxis zu staatlich geprüften Technikern der Fachrichtung Medizintechnik. Auch in der Fachschule besteht die Möglichkeit, die Fachhochschulreife zu erwerben.
Das OSZ IMT ist die größte lokale Cisco-Akademie in Deutschland, IT Tech-Prüfungszentrum, Oracle-, Microsoft- und Linux-Academy. Der Bildungsgang Fachinformatiker/-in Systemintegration mit Zusatzqualifikation erhielt im Jahr 2009 den Hermann-Schmidt-Preis für sein herausragendes Konzept, die berufliche Ausbildung von Fachinformatikern Systemintegration mit dem Erwerb von MINT-Zusatzqualifikationen zu verbinden.

## Europäische Bildung
Das OSZ IMT entsendet jährlich mit Fördermitteln des Programms Leonardo da Vinci ca. 150 Berufsfachschüler und Auszubildende in enger Kooperation mit seinen betrieblichen Partnern zu acht- bis zehnwöchigen Praktika in das europäische Ausland (u. a. Spanien, Irland, Nordirland, England, Schottland, Wales, Finnland, Frankreich, Türkei). Zusätzlich unterhält das OSZ IMT eine Schulpartnerschaft mit der IES Les Corts, kooperiert mit der IES La Guineueta in Barcelona und beteiligt sich an Comenius-Projekten. Es wurde für seine Bemühungen um eine verstärkte Mobilität in der beruflichen Erstausbildung im Jahre 2010 mit dem Mobilitätszertifikat der nationalen Agentur beim BIBB ausgezeichnet.